# Вулф-Крік (Юта)
Вулф-Крік (англ. Wolf Creek) — переписна місцевість (CDP) в США, в окрузі Вебер штату Юта. Населення — 1645 осіб (2020).

## Географія
Вулф-Крік розташований за координатами 41°19′31″ пн. ш. 111°49′43″ зх. д. / 41.32528° пн. ш. 111.82861° зх. д. (41.325298, -111.828745).  За даними Бюро перепису населення США в 2010 році переписна місцевість мала площу 8,18 км², уся площа — суходіл.

## Демографія
Згідно з переписом 2010 року, у переписній місцевості мешкало 1336 осіб у 448 домогосподарствах у складі 376 родин. Густота населення становила 163 особи/км².  Було 1059 помешкань (129/км²).
Расовий склад населення:
| - 95,5 % — білих - 0,8 % — азіатів - 0,5 % — чорних або афроамериканців - 0,3 % — корінних американців - 0,1 % — вихідців з тихоокеанських островів |

До двох чи більше рас належало 2,4 %. Частка іспаномовних становила 1,8 % від усіх жителів.
За віковим діапазоном населення розподілялося таким чином: 30,0 % — особи молодші 18 років, 60,2 % — особи у віці 18—64 років, 9,8 % — особи у віці 65 років та старші. Медіана віку мешканця становила 40,3 року. На 100 осіб жіночої статі у переписній місцевості припадало 109,7 чоловіків;  на 100 жінок у віці від 18 років та старших — 109,2 чоловіків також старших 18 років.
Середній дохід на одне домашнє господарство  становив 88 019 доларів США (медіана — 76 287), а середній дохід на одну сім'ю — 125 756 доларів (медіана — 104 792). За межею бідності перебувало 6,3 % осіб, у тому числі 0,0 % дітей у віці до 18 років та 0,0 % осіб у віці 65 років та старших.
Цивільне працевлаштоване населення становило 429 осіб. Основні галузі зайнятості: науковці, спеціалісти, менеджери — 26,6 %, освіта, охорона здоров'я та соціальна допомога — 17,9 %, публічна адміністрація — 15,6 %.